# Philodendron stenolobum
Philodendron stenolobum är en kallaväxtart som beskrevs av Eduardo G. Gonçalves. Philodendron stenolobum ingår i släktet Philodendron och familjen kallaväxter. Inga underarter finns listade.